# أزغار (رواضي)
أزغار هي إحدى مشيخات المملكة المغربية، تتبع جغرافيا لإقليم الحسيمة وإداريًا لرواضي. يقدر عدد سكانها بـ 9961 نسمة حسب الإحصاء الرسمي للسكان والسكنى لسنة 2004.